# 그래스 원더
그래스 원더(グラスワンダー, Grass Wonder, 1995년 2월 18일 ~ 2025년 8월 8일)는 일본의 미국 출신 경주마, 종모마다. 1998년과 1999년 아리마 기념과 1999년 다카라즈카 기념에서 우승을 차지했다.

## 경주 성적
| 날짜        | 경마장   | 경기명          | 등급 | 트랙       | 배당 (인기 순위) | 순위 | 시간   | 기수            | 우승마 (2위마)    |
| ----------- | -------- | --------------- | ---- | ---------- | ---------------- | ---- | ------ | --------------- | ----------------- |
| 1998.12.27. | 나카야마 | 아리마 기념     | G1   | 잔디 2500m | 14.5 (4)         | 1    | 2:32.1 | 마토바 히토시   | (메지로 브라이트) |
| 1999.07.11. | 한신     | 다카라즈카 기념 | G1   | 잔디 2200m | 2.8 (2)          | 1    | 2:12.1 | 마토바 히토시   | (스페셜 위크)     |
| 1999.12.26. | 나카야마 | 아리마 기념     | G1   | 잔디 2500m | 2.8 (1)          | 1    | 2:37.2 | 마토바 히토시   | (스페셜 위크)     |
| 2000.06.25. | 한신     | 다카라즈카 기념 | G1   | 잔디 2200m | 2.8 (2)          | 6    | 2:14.7 | 에비나 마사요시 | 티엠 오페라 오    |

## 창작물
- 그래스 원더는 말인간 미소녀로 모에화되어 《우마무스메 프리티 더비》에도 등장한다.